# 칼디스페라 라구넨시스
칼디스페라 라구넨시스는 칼디스페라속에 속하는 종이다.